# 오카지마 히데키
오카지마 히데키(일본어: 岡島 秀樹, 1975년 12월 25일 ~ )는 일본의 프로 야구 선수이다.
일본에서는 오카지(オカジ), 미국에서는 오키(Oki(e)), 오카(Oka)라는 애칭을 쓰고 있다.

## 인물

### 프로 입단 전
교토부 교토시에서 태어나 히가시야마 고등학교 시절 대회에서 두 차례 선발로 출장(1992년, 1993년)하여 최고인 142 km/h의 구속을 측정하였지만 제구력 난조로 인해 자멸하는 경우가 많아 고시엔을 떠나기도 했다. 1993년에는 고쿠시칸 고등학교와의 경기에서 첫 회에 갑작스런 몸에 맞는 볼·볼넷·폭투를 완전하게 독씨름으로 패배해 버리는 형태의 투구를 보여주기도 했다.

### 요미우리 자이언츠 시절
1993년에 프로 야구 드래프트 회의에서 요미우리 자이언츠로부터 3순위 지명받아 입단하면서 구위력이 있는 변칙 폼의 궤도로부터 크게 흔들려 떨어지는 커브와 148 km/h 전후의 속구를 무기로 삼았다. 1996년 5월 7일에 데뷔 후 첫 승리를 거두면서 그 경기의 위닝볼을 가지고 돌아가려고 했지만 일본 진출 후 첫 세이브를 기록한 마리오 브리토도 그 볼을 갖고 싶어했기 때문에 2명이서 대화를 나누며 “마리오가 세이브를 기록한 것을 볼에 기입한다”라는 조건부로 오카지마가 양도했다. 1997년 시즌 개막 직전 나가시마 시게오 감독으로부터 주목 받을 정도의 젊은 선수로서 사이토 노부유키와 함께 대대적으로 소개되는 등 프로 데뷔 후 처음으로 1군 개막전에서의 6번째 선발 투수로서 로테이션을 완수했다. 그 후 선발에서는 너무 결과가 나오지 않았기 때문에 중간 계투로서 기용되는 일이 많아졌다.
1999년 8월 31일 주니치 드래건스와의 경기에서 1회초 투 아웃 상황에서 선발 투수였던 사이토 마사키가 부상 때문에 강판당하면서 팀의 두 번째 투수로 등판했다. 그 후에 9회까지 던지면서 단 한 점의 실점도 없이 무난한 플레이를 했다. 이것에 의해 1경기 최다 릴리프 포인트인 4.15를 기록했다.
2000년 팀의 센트럴 리그 우승과 일본 시리즈 우승에 기여했고, 이듬해인 2001년에도 마무리 투수를 맡았다. 구위력 있는 속구와 “헛손질을 잡히는 커브”라고 극찬을 받는 반면에 제구력에 문제가 많은 피타율과 평균자책점이 높아졌다는 지적을 받기도 했다.
2002년 이후에는 공의 속도를 140 km/h 전후에 억제하면서도 제구를 중시한 폼으로 수정하였을 뿐만 아니라 사사구도 절반에 가까울 정도로 감소했다. 그러나 특기인 공의 위력이 부족해 커브의 효과도 감소되는 등 악순환에 빠져 새로운 구질을 시험하는 등 시행 착오를 반복했다.
2006년 3월 24일의 정규 시즌 개막 직전에 사네마쓰 가즈나리, 후루키 시게유키 등 두 선수와의 1대 2방식의 교환 트레이드로 홋카이도 닛폰햄 파이터스에 전격으로 이적했다.

### 홋카이도 닛폰햄 파이터스 시절
2006년 4월 25일 1군으로 승격되면서 삿포로 돔 등 퍼시픽 리그의 대형 구장을 격전장으로 생각하면서 제구를 중시하는 폼의 메리트였던 구위의 부족이 극적으로 해소되었다. 전년도의 두 자릿수를 기록한 피홈런은 절반으로 감소해 탈삼진률, 피타율, 볼넷률도 양호했다. 요미우리 시대에도 할 수 없었던 2.14의 평균자책점을 기록하는 등 좋은 성적을 남겼다.
1년에 FA를 취득하는 선수들의 획득에 대한 의문시하는 목소리도 닛폰햄에는 있었지만 시즌 중반 이후 우완 구원 투수인 다케다 히사시와 함께 주로 7~8회를 담당하는 좌완 구원 투수로서 팀의 리그 우승 및 일본 시리즈 우승에 기여했다.

### 보스턴 레드삭스 시절

#### 2007년
2006년 시즌 종료 직후 자유 계약 선수로 공시되면서 FA권을 행사, 11월 30일에 보스턴 레드삭스와 2년 계약에 합의했다. 계약 내용은 2년 간의 250만 달러이며, 3년째인 구단측이 175만 달러의 선택권(2년간 합계 115경기에 등판하면 자동적으로 선택권을 행사)을 가졌다. 그러나 미국 언론에서는 “마쓰자카의 대화 상대”라고 평가하면서 오카지마의 평가는 낮았다. 일본 프로 야구 시대의 오카지마는 크게 세로로 갈라지는 커브를 무기로 하고 있었지만, 미끄러지는 볼에서는 커브를 컨트롤 하지 못하고 새로운 체인지 업을 습득하기도 했다.
4월 2일, 개막전인 캔자스시티 로열스전에 등판하여 메이저 리그 첫 데뷔 무대가 되었다. 첫 상대 타자인 존 벅에게 첫 번째 공에서 홈런을 허용하여 이것은 메이저 리그에서는 역대 7번째의 기록이다. 이 일로 인해 오카지마는 단기간의 컷 패스트볼을 습득하면서 이후에 제구가 안정되는 등 5월 22일까지 19경기 연속으로 무실점 호투를 했다. 4월에는 평균자책점 0.71의 무난한 성적을 기록한 공로로 아메리칸 리그 월간 최우수 신인상을 석권하여 미국과 일본을 통해서 처음으로 공식 타이틀을 수상했다.
6월 2일에는 뉴욕 양키스전에서 메이저 리그 진출 이후 첫 승리 투수가 되었다. 올스타전까지 13경기 연속 무실점을 기록했고, 7월에는 MLB 올스타에 최종 인터넷 투표(32번째)에서 선정되었지만 등판 기회는 없었다. 7월 19일에 실점을 하는 등 연속 무실점이 15경기에서 멈추기도 했다. 8월 이후에는 실점을 하는 경기가 증가되면서 기대 이하의 투구 플레이가 계속되는 등 부진을 겪었고, 9월의 뉴욕 양키스전에서 4실점을 기록하여 포스트 시즌 준비에 대한 휴식이 주어졌다. 이후 미네소타 트윈스전에 복귀하여 등판, 2경기 연속 무실점을 억제하여 최종적으로 시즌 최다 등판인 66경기의 3승 2패 5세이브, 2.22의 평균자책점을 기록하여 정규 시즌을 마감했다.
포스트 시즌에서는 월드 시리즈 3차전에서 맷 할리데이에게 홈런을 허용할 때까지는 무실점 호투를 하는 등 팀의 월드 시리즈 우승에 크게 기여했다. 특히 아메리칸 리그 우승 결정전인 7차전에서 마쓰자카 다이스케의 뒤를 이은 6회부터 두 번째 투수로 등판해 1점차를 유지하기도 했다. 월드 시리즈 2차전에서는 6회 1사 1, 2루로부터 커트 실링에 이은 팀의 두 번째 투수로 등판해 2와 2/3이닝을 무안타 무실점, 4개의 삼진을 기록하는 등 완벽한 투구 플레이를 했다.
아메리칸 리그 3위의 27홀드를 기록, 주자를 두었을 때의 피타율은 리그 2위의 1할 6푼 8리였다. 시즌 종료 후에는 MLB 공식 홈페이지에 의한 팬들이 선정하는 최우수 셋업 투수(득표율은 45%이며, 2위는 조바 체임벌린의 16%)로 선정되었다.

#### 2008년

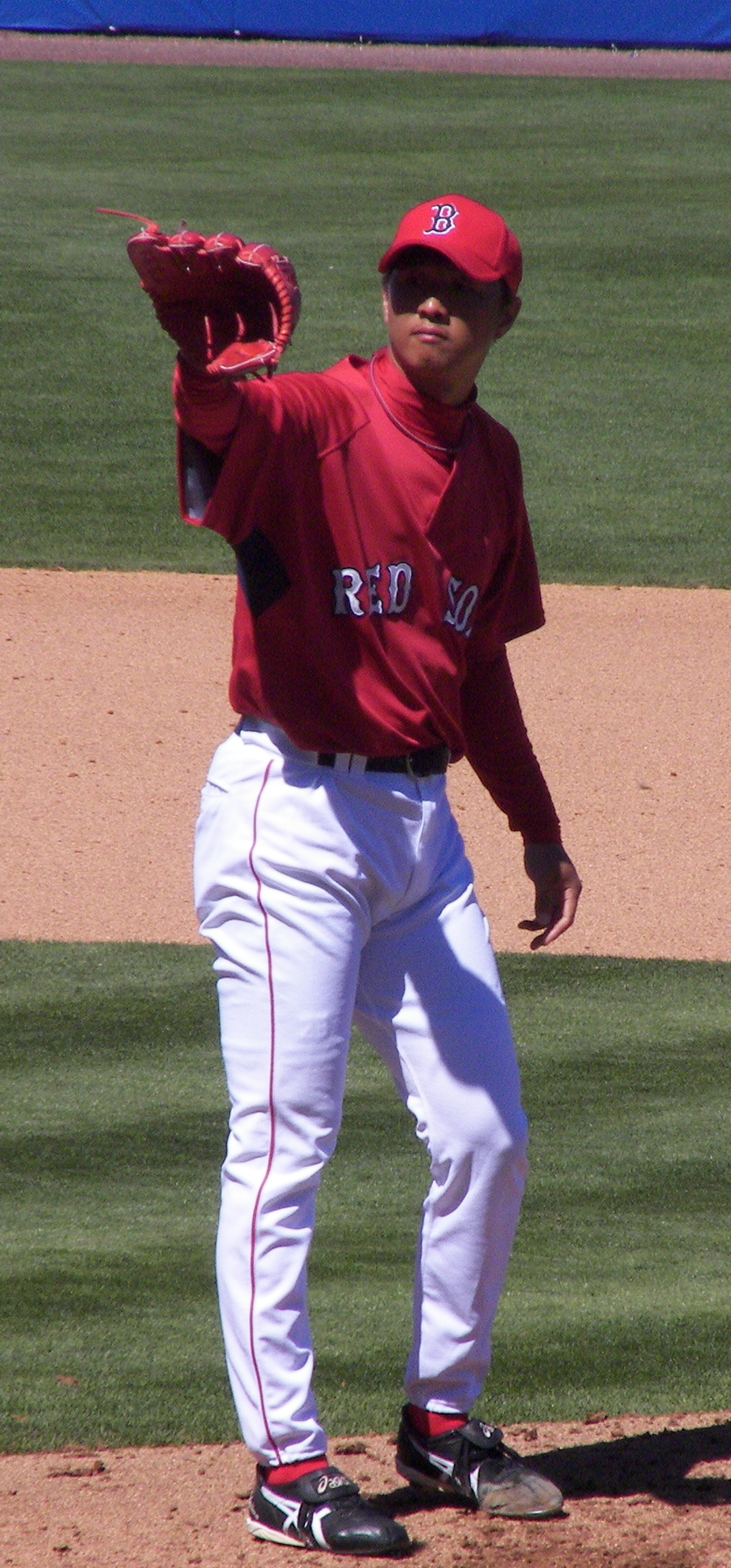
투구 중인 오카지마 히데키(2007년)

새로운 구질인 ‘두근두근 볼’(ドキドキボール)을 개발하여 시범 경기에서는 던졌지만 이 공으로 인해 화를 불러 손목을 다치는 수모를 겪었다. 3월 26일, 도쿄 돔에서 열린 오클랜드 애슬레틱스와의 개막전에서 승리 투수가 되었다. 5월에는 손목의 통증이 악화되면서 체인지업은 변화하지 않고, 월간 평균자책점 9.64에 그치는 등 불펜 투수으로서의 신뢰를 잃었다. 그러나 6월부터는 앞에서 말한 대로 봉인하고 있던 커브의 쥠을 메이저용 투구에 대응할 수 있도록 개량해서 사용하거나 투구 폼에 완급을 붙이고 타자가 기회를 놓치게 만들면서 여러 가지 궁리를 하는 등 서서히 성적이 향상되기도 했다. 후반기부터는 손목의 통증도 누그러지면서 불펜 투수의 신뢰에 대한 회복 기미가 보이는 등 등판 횟수도 증가했다. 결과적으로는 시즌 평균자책점인 2.61을 기록하며 나름대로의 성적을 거두었다. 손목 통증의 원인이 피로성 상해라는 진단을 받으면서 11월부터는 자신의 투구 행위에 대해서는 자숙하는 시간을 갖기도 했다.

#### 2009년
15경기 연속 무실점을 기록하는 등 호조를 이루었지만 결국은 시즌 평균자책점이 3.39를 기록하여 전년도보다 기대에 못 미친 성적을 기록했다. 그러나 6승 무패라는 성적을 기록해 팀의 간판 구원 투수로 군림하여 개인 최다 등판을 기록했다. 포스트 시즌에서는 로스앤젤레스 에인절스 오브 애너하임과의 3차전에서는 9회초에 등판, 타자 한 명을 아웃시켰다. 로스앤젤레스 다저스로부터 이적한 사이토 다카시와의 릴레이도 있었다.

#### 2010년
시즌 개막 이후부터 컨디션이 오르지 않아 6.00의 평균자책점을 기록해 전반기를 마쳤다. 7월 25일 시애틀 매리너스와의 경기 직후에 가진 기자 회견이 예정되어 있었지만 이를 거부해 현지 언론들로부터 비판을 받았지만 그 후 ESPN과의 인터뷰에서 “경기 후에는 정신적으로도 침체되어 있기 때문에 시간이 지나면 이야기하는 것이 좋다고 생각했다” 라고 말했다. 최종적으로 메이저 리그에 진출한 이후 최악의 성적으로 끝나 오른쪽 넓적다리 부분에 부상이 일어난 것부터 복귀한 8월 29일 이후 평균자책점이 1.32라는 성적을 기록했다.
오프에는 다음 시즌의 계약이 제시되지 않으면서 FA가 되었다.

#### 2011년
1월 10일에는 레드삭스와 1년 계약으로 재계약을 맺었지만 스프링 트레이닝에서는 7경기에 등판하여 평균자책점 5.14, WHIP 1.57이라는 뚜렷한 결과를 남기지 못했고 초대 선수로서 스프링 트레이닝에 참가한 데니스 레이예스가 11경기에 등판하면서 평균자책점 0.84, WHIP 0.75의 높은 성적을 남겼다. 보스턴 레드삭스 이적 후 처음으로 트리플A 팀인 포터킷 레드삭스에서 시즌 개막을 맞이했다. 34 경기에 등판하여 8승 1패, 평균자책점 2.21, WHIP 0.94의 성적을 남기는 등 팀의 포스트 시즌 진출에 기여했다.
12월 28일에 뉴욕 양키스와 마이너 계약을 맺었지만 2012년 2월 17일에 있은 신체검사 결과 왼쪽 어깨에 이상이 발견되었다고 해서 계약은 무효가 되었다.

### 후쿠오카 소프트뱅크 호크스 시절 (1차)
2012년 3월 3일, 후쿠오카 소프트뱅크 호크스에 입단하면서 등번호는 62번으로 배정되었다.

## 출신 학교
- 히가시야마 고등학교

## 선수 경력
NPB
- 요미우리 자이언츠(1995년 ~ 2005년)
- 홋카이도 닛폰햄 파이터스(2006년)
- 후쿠오카 소프트뱅크 호크스(2012년, 2014년)
- 요코하마 DeNA 베이스타스(2015년)

MLB
- 보스턴 레드삭스(2007년 ~ 2011년)
- 오클랜드 애슬레틱스(2013년)

## 수상·타이틀 경력
MLB
- 월간 신인 MVP(2007년 4월)

## 개인 기록
NPB
- 첫 등판·첫 선발 : 1995년 10월 6일, 대 주니치 드래건스 26차전(나고야 구장)
- 첫 탈삼진 : 상동.
- 첫 승리·첫 선발 승리 : 1996년 5월 7일, 대 히로시마 도요 카프 5차전(도쿄 돔)
- 첫 완투 승리 : 1997년 5월 21일, 대 요코하마 베이스타스 7차전(도쿄 돔)
- 첫 완봉 승리 : 1997년 8월 17일, 대 요코하마 베이스타스 19차전(도쿄 돔)
- 첫 세이브 : 2000년 5월 16일, 대 히로시마 도요 카프 7차전(도쿄 돔)
- 첫 홀드 : 2005년 8월 18일, 대 주니치 드래건스 16차전(나고야 돔)
- 초구 승리 투수 : 2004년 7월 27일, 대 히로시마 도요 카프 19차전(도쿄 돔)[4]
- 올스타전 출장 : 3회(2000년, 2001년, 2002년)

MLB
- 신인 올스타(2007년)
- MLB 올스타전 선출 : 1회(2007년)

## 등번호
- 37(1994년 ~ 1997년, 2007년 ~ 2011년, 2014년)
- 28(1998년 ~ 2005년)
- 40(2006년)
- 62(2012년)
- 39(2013년)
- 21(2015년)

## 연도별 성적
| 연도      | 소속       | 등 판 | 선 발 | 완 투 | 완 봉 | 무 볼 넷 | 승 리 | 패 전 | 세 이 브 | 홀 드 | 승 률 | 타 자 | 투 구 회 | 피 안 타 | 피 홈 런 | 볼 넷 | 고의 사구 | 死 구 | 탈 삼 진 | 폭 투 | 보 크 | 실 점 | 자 책 점 | 평균 자책점 | WHIP |
| --------- | ---------- | ----- | ----- | ----- | ----- | -------- | ----- | ----- | -------- | ----- | ----- | ----- | -------- | -------- | -------- | ----- | --------- | ----- | -------- | ----- | ----- | ----- | -------- | ----------- | ---- |
| 1995년    | 요미우리   | 1     | 1     | 0     | 0     | 0        | 0     | 0     | 0        | --    | ----  | 20    | 5.0      | 5        | 0        | 2     | 0         | 0     | 9        | 0     | 0     | 1     | 1        | 1.80        | 1.40 |
| 1996년    | 요미우리   | 5     | 1     | 0     | 0     | 0        | 1     | 0     | 0        | --    | 1.000 | 60    | 12.2     | 13       | 0        | 9     | 0         | 1     | 8        | 1     | 0     | 2     | 1        | 0.71        | 1.74 |
| 1997년    | 요미우리   | 25    | 21    | 2     | 1     | 0        | 4     | 9     | 0        | --    | .308  | 477   | 109.1    | 92       | 7        | 59    | 1         | 4     | 102      | 3     | 0     | 47    | 42       | 3.46        | 1.38 |
| 1998년    | 요미우리   | 14    | 12    | 0     | 0     | 0        | 3     | 6     | 0        | --    | .333  | 273   | 62.1     | 61       | 7        | 32    | 2         | 2     | 54       | 3     | 1     | 31    | 30       | 4.33        | 1.49 |
| 1999년    | 요미우리   | 37    | 3     | 0     | 0     | 0        | 4     | 1     | 0        | --    | .800  | 275   | 69.2     | 42       | 6        | 28    | 1         | 3     | 77       | 3     | 0     | 25    | 23       | 2.97        | 1.00 |
| 2000년    | 요미우리   | 56    | 0     | 0     | 0     | 0        | 5     | 4     | 7        | --    | .556  | 300   | 72.1     | 53       | 4        | 31    | 1         | 2     | 102      | 5     | 0     | 26    | 25       | 3.11        | 1.16 |
| 2001년    | 요미우리   | 58    | 0     | 0     | 0     | 0        | 2     | 1     | 25       | --    | .667  | 281   | 62.0     | 62       | 5        | 39    | 6         | 2     | 70       | 2     | 0     | 21    | 19       | 2.76        | 1.63 |
| 2002년    | 요미우리   | 52    | 0     | 0     | 0     | 0        | 6     | 3     | 0        | --    | .667  | 231   | 55.2     | 42       | 8        | 22    | 3         | 3     | 58       | 4     | 0     | 21    | 21       | 3.40        | 1.15 |
| 2003년    | 요미우리   | 41    | 0     | 0     | 0     | 0        | 2     | 3     | 0        | --    | .400  | 177   | 38.2     | 45       | 6        | 20    | 3         | 1     | 29       | 1     | 0     | 22    | 21       | 4.89        | 1.68 |
| 2004년    | 요미우리   | 53    | 0     | 0     | 0     | 0        | 4     | 3     | 5        | --    | .571  | 192   | 46.2     | 33       | 5        | 20    | 1         | 1     | 53       | 2     | 0     | 16    | 16       | 3.09        | 1.14 |
| 2005년    | 요미우리   | 42    | 0     | 0     | 0     | 0        | 1     | 0     | 0        | 1     | 1.000 | 231   | 53.0     | 55       | 10       | 19    | 0         | 4     | 56       | 1     | 0     | 31    | 28       | 4.75        | 1.40 |
| 2006년    | 닛폰햄     | 55    | 0     | 0     | 0     | 0        | 2     | 2     | 4        | 20    | .500  | 220   | 54.2     | 46       | 5        | 14    | 2         | 1     | 63       | 6     | 0     | 14    | 13       | 2.14        | 1.10 |
| 2007년    | BOS        | 66    | 0     | 0     | 0     | 0        | 3     | 2     | 5        | 27    | .600  | 272   | 69.0     | 50       | 6        | 17    | 2         | 1     | 63       | 0     | 0     | 17    | 17       | 2.22        | 0.97 |
| 2008년    | BOS        | 64    | 0     | 0     | 0     | 0        | 3     | 2     | 1        | 23    | .600  | 258   | 62.0     | 49       | 6        | 23    | 1         | 1     | 60       | 2     | 0     | 18    | 18       | 2.61        | 1.16 |
| 2009년    | BOS        | 68    | 0     | 0     | 0     | 0        | 6     | 0     | 0        | 24    | 1.000 | 258   | 61.0     | 56       | 8        | 21    | 3         | 2     | 53       | 0     | 0     | 23    | 23       | 3.39        | 1.26 |
| 2010년    | BOS        | 56    | 0     | 0     | 0     | 0        | 4     | 4     | 0        | 11    | .500  | 213   | 46.0     | 59       | 6        | 20    | 5         | 0     | 33       | 2     | 0     | 24    | 23       | 4.50        | 1.72 |
| 2011년    | BOS        | 7     | 0     | 0     | 0     | 0        | 1     | 0     | 0        | 0     | 1.000 | 36    | 8.1      | 7        | 0        | 5     | 0         | 0     | 6        | 0     | 0     | 4     | 4        | 4.32        | 1.44 |
| 2012년    | 소프트뱅크 | 56    | 0     | 0     | 0     | 0        | 0     | 2     | 9        | 24    | .000  | 181   | 47.2     | 34       | 1        | 6     | 0         | 0     | 36       | 3     | 0     | 6     | 5        | 0.94        | 0.84 |
| 2013년    | OAK        | 5     | 0     | 0     | 0     | 0        | 0     | 0     | 0        | 0     | ---   | 21    | 4.0      | 7        | 1        | 2     | 0         | 0     | 1        | 1     | 0     | 1     | 1        | 2.25        | 2.25 |
| 2014년    | 소프트뱅크 | 44    | 0     | 0     | 0     | 0        | 4     | 4     | 0        | 27    | .500  | 175   | 42.2     | 32       | 3        | 6     | 14        | 4     | 36       | 2     | 0     | 10    | 10       | 2.11        | 1.08 |
| 2015년    | DeNA       | 10    | 0     | 0     | 0     | 0        | 0     | 2     | 0        | 2     | .000  | 35    | 7.1      | 6        | 1        | 8     | 0         | 0     | 7        | 1     | 0     | 7     | 7        | 8.59        | 1.91 |
| NPB：15년 | NPB：15년  | 549   | 38    | 2     | 1     | 0        | 38    | 40    | 50       | 74    | .487  | 3128  | 739.2    | 621      | 68       | 315   | 24        | 26    | 760      | 36    | 1     | 280   | 262      | 3.19        | 1.28 |
| MLB : 6년 | MLB : 6년  | 266   | 0     | 0     | 0     | 0        | 17    | 8     | 6        | 85    | .680  | 1058  | 250.1    | 228      | 27       | 88    | 11        | 4     | 216      | 5     | 0     | 87    | 86       | 3.09        | 1.26 |

- 2015년 기준.
- 1994년은 1군 출장 없음.